# Jevgenija Sidorova
Jevgenija Sidorova, född den 13 december 1930 i Moskva, död 29 januari 2003, var en sovjetisk alpin skidåkare. 
Sidorova blev olympisk bronsmedaljör i slalom vid vinterspelen 1956 i Cortina d'Ampezzo.